# نیمه پنهان ماه (مجموعه تلویزیونی)
نیمهٔ پنهان ماه یک مجموعهٔ تلویزیونی به کارگردانی مجید جعفری است که در سال ۱۳۷۳ تولید و در ماه رمضان همان سال، از شبکه ۱ پخش گردید. این مجموعه، پس از مجموعهٔ تلویزیونی میهمان (به کارگردانی خسرو ملکان در سال ۱۳۶۹)، سومین مجموعهٔ «مناسبتی» تلویزیون است که برای پخش در ماه رمضان، ساخته شد.

## خلاصه داستان
این مجموعه تلویزیونی، دربارهٔ خانواده‌ای است که گم‌شده‌ای دارند و با زیر و رو کردن خاطرات‌شان، بدان دست پیدا می‌کنند. شخصیت اصلی این مجموعه، «آقا بزرگ» است که سرپرست و بزرگ خانواده است. او مدت‌ها قبل، پسری به نام «جلال» را به فرزندی قبول کرده‌است و پس از آن و در خلال سال‌ها، اتفاقاتی برای خودش، خانواده و «جلال» رخ داده‌است که این رخدادها، دست‌مایهٔ این مجموعه تلویزیونی است.

## بازیگران و عوامل تولید

### بازیگران
- محمود عزیزی در نقش «آقا بزرگ»
- مهین شهابی در نقش «خانجان»
- عنایت‌الله بخشی در نقش «حاج عمو»[۱]
- فاطمه طاهری در نقش «زن عمو»
- فریبرز سمندرپور در نقش «شریف»
- ثریا قاسمی در نقش «محبوبه»
- تانیا جوهری در نقش «مرضیه»
- رامین پورایمان در نقش «تربیت»
- لادن طباطبایی در نقش «لیلا»
- سعید تهرانی یگانه در نقش «حسام»
- مجید جعفری در نقش «جلال»
- اکرم محمدی در نقش «مریم»
- علی طالب‌لو در نقش «یوسف»
- فریبا متخصص در نقش «عاطفه»
- حسین کسبیان در نقش «شمس»
- فریده سپاه‌منصور در نقش «ریحان»
- جلال مقدم در نقش «تیمسار»
- اصغر سمسارزاده در نقش «کاراگاه»
- شکوفه ریاحی در نقش «رضوان»
- ناصر ازقندی در نقش «مأمور»
- حسین قاسمی‌وند در نقش «دکتر صادقی»

### عوامل تولید
- کارگردان هنری: مجید جعفری[۱][۲][۳][۴]
- کارگردان تلویزیونی: ناهید محمدیان
- فیلمنامه: فرهاد توحیدی
- تصویربردار: امیر قربان‌خانی، محمد طاهری‌جم، هوشنگ صدری
- تدوین: سعید خسروی، ناهید محمدیان
- انتخاب موسیقی: فروزان فرزان
- تهیه‌کننده: محمود ریاحی
- فرمت تصویر: ویدئویی
- تعداد قسمت‌ها: ۳۰ قسمت
- مدت زمان: ۹۰۰ دقیقه
- محصول: شبکه ۱
- سال تولید: ۱۳۷۳